# Ravagnani
Ravagnani é um sobrenome de família da língua italiana de origem toponímica (deriva do gentílico da cidade de Ravena).
Há numerosas famílias de imigrantes italianos no Brasil chamadas Ravagnani (e corruptelas ortográficas como Ravagnan, 
Ravanhani, Ravaiani, Ravaiane, Ravaiano, Rovagnelli, Ravanhã). 
Um dos membros mais conhecidos da família foi Lelio Ravagnani, empresário e finado esposo da apresentadora de televisão Hebe Camargo.